# Syrrhopodon crenulatus
Syrrhopodon crenulatus är en bladmossart som beskrevs av William Dean Reese 1995. Syrrhopodon crenulatus ingår i släktet Syrrhopodon och familjen Calymperaceae. Inga underarter finns listade i Catalogue of Life.